# 13396 Midavaine
13396 Midavaine (1999 RU38) là một tiểu hành tinh vành đai chính được phát hiện ngày 11 tháng 9 năm 1999 bởi L. Bernasconi ở St. Michel sur Meurthe.